# Ričardas Tamulis
Ričardas Tamulis (ur. 22 lipca 1938 w Kownie, zm. 22 kwietnia 2008 w Janowie) – litewski bokser walczący w barwach Związku Radzieckiego, wicemistrz olimpijski i trzykrotny mistrz Europy.

## Kariera sportowa
Walczył w kategorii półśredniej (do 67 kg). Wystąpił w niej na mistrzostwach Europy w 1959 w Lucernie, gdzie przegrał pierwszą walkę z późniejszym mistrzem Leszkiem Drogoszem.
Zdobył złoty medal na mistrzostwach Europy w 1961 w Belgradzie. Powtórzył ten sukces na mistrzostwach Europy w 1963 w Moskwie.
Został wicemistrzem olimpijskim podczas igrzysk w 1964 w Tokio, gdzie pokonał w półfinale Perttiego Purhonena w Finlandii, a w finale przegrał 1:4 z Marianem Kasprzykiem.
Po raz trzeci został mistrzem Europy na mistrzostwach Europy w 1965 w Berlinie. Na kolejnych mistrzostwach Europy w 1967 w  Rzymie złamał rękę w pierwszej walce i odpadł z turnieju.
Pięciokrotnie zdobywał tytuł mistrza Związku Radzieckiego: w 1959, 1961, 1962, 1964 i 1966.
Stoczył 257 walk, z których wygrał 243.

## Śmierć
Zmarł na skutek obrażeń odniesionych po wypadnięciu z balkonu na ósmym piętrze wieżowca w Janowie.